# Delphine Reist
Pour l’article homonyme, voir Alain Reist.
Delphine Reist (née en 1970 à Sion en Suisse) est une artiste suisse vivant à Genève. Elle a enseigné à l’ENSBA Lyon de 2006 à 2008. Elle enseigne actuellement à la HEAD, Haute école d'Art et de Design de Genève.

## Biographie
Delphine Reist expose régulièrement en collaboration avec l'artiste Laurent Faulon.
La Galerie Lange+Pult représente son travail en Suisse.

## Démarche artistique
Un élément récurrent du travail artistique  de Delphine Reist est que  toutes sortes d'objets sont mis en mouvement : des voitures ou des outils, des éviers transformés en fontaines, des chaises de bureau ou des drapeaux tournent sur eux-mêmes. Le plus remarquable de cette mise en mouvement spontané est que tous ces objets restent eux-mêmes : les caddies restent des caddies, l’huile reste de l’huile, les bidons sont de vrais bidons. Ce ne sont pas des images d’autres choses et, de ce fait, il s’agit d’une forme d’art concret.

## Expositions personnelles
- 2018 : Centre d’Art Pasquart, Bienne, Suisse
- 2017 : La Friche Belle de mai, Marseille, France
- 2017 : La Station, Nice, France
- 2015 : Le Commun, Genève, Suisse
- 2015 : Halle Nord, Genève, Suisse[2]
- 2015 : CAP, Saint-Fons, France
- 2015 : BF15, Lyon, France
- 2014 : Galerie Perchersky, Moscou, Russie
- 2013 : Mamco, Genève, Suisse
- 2013 : Galerie der Stadt Backnang, Allemagne
- 2012 : Biennale de Dallas, Dallas, USA
- 2010 : ACCA, Melbourne, Australie
- 2009 : FriArt, Fribourg, Suisse
- 2008 : Galerie Triple V, Dijon, France.
- 2008 : RAYON FRAIS, parking de l’université François-Rabelais, Tours.
- 2007 : La salle de bain, Lyon, France.
- 2006 : Rocaille, Dépôt Art Contemporain, Sion, Suisse.
- 2006 : Vidange, Bellevue Entrepôts, Maison suspendue, Saint-Étienne, France.
- 2005 : Maison des Arts Contemporains, Pérouges, (Biennale de Lyon), France.
- 2004 : Zoo, Nouvelle Galerie, Grenoble, France.
- 2004 : Stargazer, Genève, Suisse.
- 2003 : Occupation 3, Les Subsistances, Lyon, France.
- 2000 :  Résolutions, Galerie Mire, Genève, Suisse.

## Expositions collectives
- 2017 : Triennale d'Art du Valais[3]

- 2009 : Elles@Centrepompidou, Centre Georges-Pompidou, collection permanente, Paris.
- 2009 : Post Tenebras Luxe, musée Rath, Genève.
- 2009 : Actual Fears 2, Can, Neuchâtel, Suisse.
- 2009 : Swiss Art Awards, centre de foire de Bâle, Bâle.
- 2009 : What Else, Villa du parc, Centre d’art contemporain, Annemasse, Genève.
- 2009 : Ce qu’il s’est passé, Centre d’art Bastille, Grenoble.
- 2009 : Reine Vernunft, Loge Stadtgalerie, Berne.
- 2008 : Artissima 15, Video lounge, Turin.
- 2008 : Espace Blank, Paris, (octobre).
- 2008 : Printemps de septembre, Toulouse.
- 2008 : Biennale De Gyumrie, Arménie, (septembre).
- 2008 : Weisse Nacht, Wik, Kiel, Allemagne.
- 2008 : Swiss Art Awards, Centre de foire de Bâle, Bâle.
- 2008 : La Dégelée Rabelais, Jau-espace d’art contemporain.
- 2008 : The Freak Show, musée de la monnaie, Paris.
- 2008 : Short Circuit, Galerie Kamchatka, Paris.
- 2008 : Bex & Arts, triennale d’art contemporain, Bex, Suisse.
- 2008 : Stargazer, Genève.
- 2008 : Manœuvres 1/3, 1 %, collège Sismondi, Genève.
- 2007 : La Crise du Logement, commissariat de Patrice Joly pour la Galerie Fiat, Paris.
- 2007 : Back to Wild Life, Hap, Stockholm, Suède.
- 2007 : The Freak Show, Musée d’art contemporain de Lyon.
- 2007 : …Tout devient possible, Abattoirs, Riom.
- 2007 :  Four songs for Siivi, Tallinn, Estonie.
- 2007 : Made in, Oxwarehouse, Macao, Chine.
- 2006 : Les dessous chics, Trames ass., Galerie Arkos, Clermont-Ferrand.
- 2006 : P.O.S, occupation des sols, Geenhouse ass. Saint Étienne.
- 2006 : La visite, Fondation Zervos, Vézelay.
- 2006 : Kit o’part, La salle de bain, past présent and future, CAN, Neuchâtel, CH.
- 2006 : Vin, galerie N&M, Berlin.
- 2005 : Kronstadt Forever, St Pétersbourg, Russie.
- 2005 :  Out Video, Centre d’art contemporain, Ekaterinbourg, Russie.
- 2004 : Centre d’art Contemporain Genève, bourses Bertoud, L. C. et G., Genève, Suisse.
- 2004 : Kartira, Saint Pétersbourg, Russie.
- 2004 : Superformances, Forum Itinérant, Pignon Nord, Strasbourg, France.
- 2004 : Cabinet de Curiosités, Piano Nobile, Genève, Suisse.
- 2003 : Deutsch-Französische Freundschaft, Stuttgart, Allemagne.
- 2003 : Pâté de Campagne, (commissariat Ch. Bernard), Moly-Sabata, Sablons, France.
- 2003 : État des Lieux avant Restitution, Les Subsistances, Lyon, France.
- 2002 : Parasitages, Piano Nobile, Genève, Suisse.
- 2002 : Four Songs For Silvi, Tallinn, Estonie.
- 2001 : Bricolages, (commissariat Attitudes), Kunstraum Kreuzlingen, Shed in Eisenwerk.
- 2001 : Kunstmuseum des Kantons Thurgau & Turgauer Zeitung, Thurgovie, Suisse.
- 2001 : Occupation I, Tercenas, Lisbonne, Portugal.
- 2001 : Occupation II, Tercenas, Lisbonne, Portugal.
- 2001 : Occupation III, Tercenas, Lisbonne, Portugal.
- 2000 : Talgo, Nouvelle Galerie, Grenoble, France.
- 2000 : Exposition Sauvage, Vilnius, Lituanie.
- 2000 : Nominés bourse du FCAV, Halle 2B, Artamis, Genève, Suisse.

## Publications (sélection)
- The Freak Show, catalogue d’exposition, ed MAC/Presses du Réel ; La Salle de Bain, Lyon 2007
- WWW, publication de la galerie Triple V, Dijon, France.
- Delphine Reist, catalogue monographique, texte d’Hervé Laurent et Olivier Mosset, édition Nouvelle Galerie, Grenoble 2005.
- Résonance, Catalogue d’exposition, Biennale de Lyon, 2005.
- Petites Motricités, DVD monographique. Texte Hervé Laurent, édition Piano Nobile, Genève 2004
- Grandes Surfaces, DVD monographique, entretien de H. Laurent, édition Piano Nobile, Genève, 2004.
- Delphine Reist, dossier monographique, édition Nouvelle Galerie, Grenoble, 2004.